# Augustin Kažotić
O Bem-aventurado Augustin Kažotić (1260 - 3 de agosto de 1323) foi um prelado católico romano dálmata-croata e membro professo da Ordem dos Pregadores que serviu como Bispo de Lucera de 1322 até sua morte. Kažotić foi um humanista e orador que serviu pela primeira vez como bispo de Zagreb de 1303 a 1322. Kažotić estudou em Paris antes de retornar à sua terra natal, onde começou a trabalhar em missões e a pregar na moderna Bósnia. Ele foi uma das primeiras figuras humanistas a aparecer no sul da Croácia.
Sua reputação de santidade pessoal permaneceu notada muito depois de sua morte; isso resultou na confirmação do Papa Inocêncio XII da beatificação do falecido bispo em 1700.

## Vida
Augustin Kažotić nasceu em 1260 em Trogir, no então Reino da Dalmácia-Croácia filho de nobres.
Ele ingressou na Ordem dos Pregadores em Trogir ou na vizinha Split em 1289 após a conclusão de sua educação. Ele completou seus estudos em 1287 em Paris no colégio para onde foi enviado em 1286. Após seu retorno de Paris, ele começou a estabelecer vários conventos e depois trabalhou em missões na Bósnia moderna e no reino húngaro. Ele lutou contra as heresias durante esse tempo e conheceu o legado papal Nicola Boccasini, que mais tarde se tornou papa. Os dois se tornaram bons amigos de Boccasini, tendo seu amigo em alta estima como um homem de grande erudição e talento.
O Papa Bento XI - ele próprio um dominicano - nomeou-o Bispo de Zagreb ( através de uma bula papal ) em 1303, altura em que recebeu a sua consagração episcopal do próprio papa. O bispo estabeleceu uma escola catedral que oferecia ensino gratuito para alunos carentes. O bispo também promoveu o aprendizado em estudos bíblicos como um foco particular para a educação. Ele era atencioso com os pobres em particular; em suas ações, o padre da escola católica recebia uma renda regular, mas o bispo o proibia de receber renda de seus alunos mais pobres ou solicitar serviços. Com sua própria renda, muitas vezes ele recorria a fundos de caridade e doava parte de sua renda aos pobres e vulneráveis.
O historiador Baltazar Krčelić sugere que enquanto a Catedral de Zagreb estava sendo construída em 1312 houve uma seca e uma fonte de água foi escavada na atual Praça Ban Jelačić a pedido de Kažotić. A fonte agora é conhecida como "Manduševac".
Kažotić representou as dioceses de sua nação no Concílio de Vienne de 1311 a 1312, convocado pelo Papa Clemente V para debater a situação dos Cavaleiros Templários.
Em 1318, ele viajou para Avignon para buscar a ajuda do Papa João XXII em relação aos conflitos em curso com o Rei Carlos I da Hungria. Kažotić viu-se exilado do reino (e residia em Avignon com a corte papal) como resultado e teve que esperar até 1322 para que o rei permitisse que ele retornasse à sua sé episcopal. Durante seu tempo em Avignon, ele escreveu um tratado sobre o assunto da superstição, além de adivinhação e bruxaria. Nesse tratado, ele explicou como pessoas sem educação não deveriam ser processadas a mando da Inquisição por causa de suas superstições, mas que essas pessoas deveriam ser educadas em vez de punidas.
Em 1322, o papa o designou (por meio de uma bula papal) para a diocese restaurada de Lucera, que abrigava milhares de sarracenos muçulmanos que serviram como tropas de elite do imperador Friedrico II. Kažotić recebeu a tarefa de reconstruir uma presença cristã em Lucera. Mas em 1323 ele fez muito, mas a ponto de sua presença ser problemática para alguns membros da população muçulmana. Para tal, um sarraceno golpeou-o na cabeça com uma flecha de ferro e morreu devido aos ferimentos a 3 de agosto de 1323 no convento dominicano que ele próprio fundou. Em 1947, seus restos mortais foram exumados para exame; a maior parte de seu crânio ainda estava intacta e ele estava determinado a ter uma constituição esguia.

## Beatificação
A santidade de Kažotić foi pronunciada em seu mandato como bispo a tal ponto que as pessoas passaram a reverenciá-lo após sua morte prematura. Isso mais tarde resultou na confirmação do Papa Inocêncio XII da beatificação do falecido bispo em 17 de julho de 1700. Algumas fontes sugerem que o Papa Clemente XI o beatificou em 4 de abril de 1702; isso é falso, pois Clemente XI emitiu uma bula papal que estendia a devoção pública a ele. A causa de sua canonização foi relançada em 2013 em Lucera.
O atual postulador desta causa - já que a causa ainda continua - é o padre dominicano Gianni Festa.

### Patrocínio
Ele é o patrono de Lucera e permanece como tal desde 17 de agosto de 1668.